# Maria Schneider (kompozytorka)
Maria Lynn Schneider (ur. 27 listopada 1960 w Windom) – amerykańska kompozytorka, aranżerka i bandliderka jazzowa; wielokrotna laureatka Nagrody Grammy.

## Życiorys
Jej dziadkowie przybyli do Stanów Zjednoczonych z Holandii. W wieku 5 lat rozpoczęła naukę gry na fortepianie pod kierunkiem Evelyn Butler, która uczyła ją do 1978. Studiowała teorię muzyki na Uniwersytecie Minesoty. Podczas pierwszego roku studiów wykładowca zachęcił ją do studiowania również kompozycji.
W 1985 zamieszkała w Nowym Jorku, gdzie była asystentką Gila Evansa do jego śmierci w 1988 (współtworzyła m.in. aranżacje do filmu Kolor pieniędzy). Dzięki stypendium od National Endowment for the Arts od 1986 do 1991 kształciła się w zakresie aranżacji pod kierunkiem Boba Brookmeyera współpracując jednocześnie z Village Vanguard Orchestra. W 1991 otrzymała nagrodę od Gil Evans Fellowship. W 1996 czasopismo muzyczne DownBeat uznało ją za kompozytorkę i aranżerkę roku.
W 2012 podczas festiwalu Bielska Zadymka Jazzowa otrzymała od Stowarzyszenia Sztuka Teatr nagrodę Anioła Jazzu ufundowaną przez Prezydenta Miasta Bielsko-Biała. W 2013 ukazał się jej album Winter Morning Walks, którego wydanie sfinansowane zostało przez fanów za pośrednictwem portalu ArtistShare. W 2021 nominowana została do Nagrody Pulitzera w dziedzinie muzyki za album Data Lords, który uznany został za album roku przez National Public Radio. Tytułowy utwór powstał na zamówienie Biblioteki Kongresu Stanów Zjednoczonych.
Maria Schneider krytykuje sposób wynagradzania artystów, których twórczość dostępna jest w mediach stumieniowych. W ramach swoich działań uczestniczyła w pracach United States Copyright Office oraz zeznawała przed jedną z podkomisji Kongresu Stanów Zjednoczonych. Krytykuje fakt, że serwisy takie jak Spotify czy YouTube ustalają jednolite honoraria dla artystów, niezależnie od nakładów finansowych, które ponieśli w ramach swojej pracy, przy czym zwraca uwagę, że muzyka, której tworzenie wymaga największych nakładów finansowych (jazz, muzyka klasyczna), cieszy się najmniejszą popularnością wśród słuchaczy. Uważa, że covery jej utworów publikowane z naruszeniem praw autorskich w serwisie YouTube konkurują z jej własną muzyką i mogą sugerować, że wykonujący je muzycy są częścią jej zespołu. Jednocześnie nie zgłasza naruszeń, nie chcąc „obrazić” muzyków wykonujących jej utwory.

## Wybrana dyskografia
(opracowano na podstawie materiału źródłowego)
- Evanescence (1992)
- Coming About (1995)
- Allegresse (2000)
- Concert in the Garden (2004)
- Sky Blue (2007)
- Winter Morning Walks (2013)
- The Thomson Fields (2015)
- Data Lords (2020)